# Notre-Dame-de-l’Assomption (La Guerche-de-Bretagne)

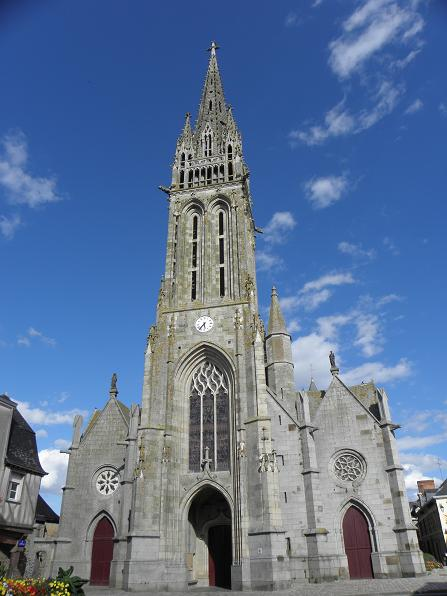
Pfarrkirche Notre-Dame-de-l’Assomption

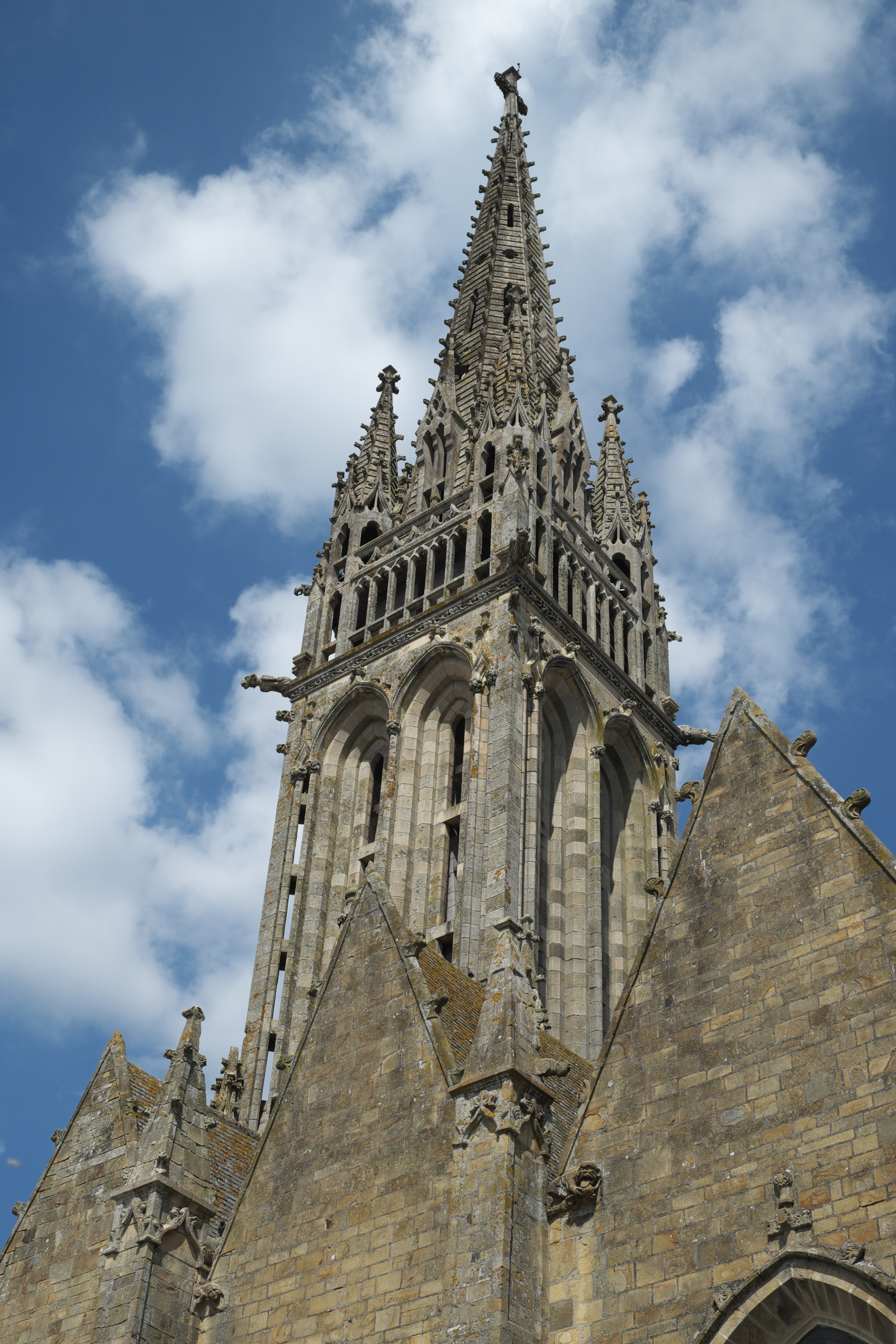
Glockenturm

Die katholische Pfarrkirche Notre-Dame-de-l’Assomption in La Guerche-de-Bretagne, einer Stadt im Département Ille-et-Vilaine in der französischen Region Bretagne, war ursprünglich als Kapelle der Burg der Herren von La Guerche gebaut worden. Bis zur Französischen Revolution diente sie als Kirche eines 1206 gegründeten Kanonikerstifts. Die Kirche besitzt ein prächtiges Chorgestühl und Bleiglasfenster aus der Renaissance. Im Jahr 1913 wurde die Mariä Himmelfahrt geweihte Kirche als Monument historique in die Liste der Baudenkmäler in Frankreich aufgenommen. 1951 wurde sie zur Basilica minor erhoben.

## Geschichte
Bereits für das Jahr 1185 ist in der Nähe der Burg von La Guerche eine Kapelle belegt, die Unserer Lieben Frau (Notre-Dame) geweiht war. 1206 richtete Wilhelm III., Herr von La Guerche, dort ein Kanonikerstift ein. Nach seinem Tod im Jahr 1223 wurde er im Chor der Kirche bestattet.
Im 15. Jahrhundert gelangte das Stift in den Besitz der Herren von Alençon. Sie ließen einen neuen Chor errichten, in dem um 1520 ein aufwändig geschnitztes Chorgestühl eingebaut wurde. Im frühen 16. Jahrhundert wurden auch die beiden Seitenschiffe angefügt, von denen nur noch das südliche mit seinen Bleiglasfenstern aus der Renaissance erhalten ist. Im Jahr 1563, während der Hugenottenkriege, erlitt die Kirche – und vor allem ihre Fenster – schwere Schäden.
Während der Französischen Revolution wurde das Kollegiatstift aufgehoben und seit 1791 wird die Kirche als Pfarrkirche genutzt. In der Mitte des 19. Jahrhunderts wurde das nördliche Seitenschiff mit sechs Seitenkapellen wieder aufgebaut.

## Architektur

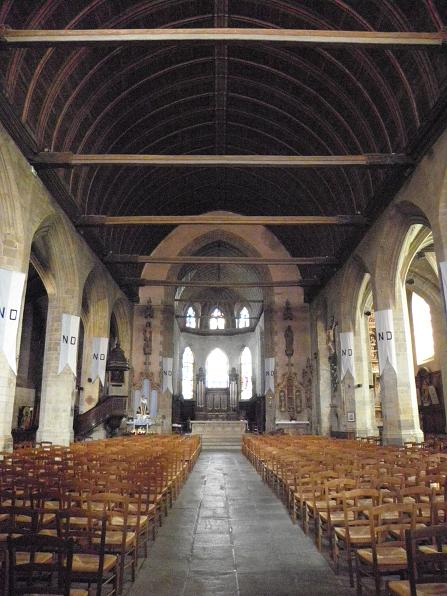
Innenraum

An der Westfassade erhebt sich der über 67 Meter hohe Glockenturm des Architekten Arthur Regnault aus der zweiten Hälfte des 19. Jahrhunderts. Das Untergeschoss des Turmes dient als Portalvorhalle.
An der Südseite reihen sich die Giebel der sechs Seitenkapellen. Vier Kapellen und die Sakristei mit der Katharinenkapelle im oberen Stockwerk wurden mit dem südlichen Seitenschiff in der ersten Hälfte des 16. Jahrhunderts errichtet. Als man das südliche Seitenschiff 1872 verlängerte, wurde an der Westfassade eine weitere Kapelle angefügt, in der man ein Fenster aus dem 16. Jahrhundert einbaute. Die Fialen an den Strebepfeilern wurden größtenteils um 1840 erneuert.
Im südlichen Chorwinkel steht der alte, mit einem Schieferdach gedeckte Glockenturm, dessen Unterbau noch auf die romanische Burgkapelle aus dem 12. Jahrhundert zurückgeht. Die Kapelle im Erdgeschoss des Turmes ist mit einem Kreuzrippengewölbe gedeckt, dessen Rippen auf romanischen Konsolen aufliegen. In der Kapelle ist ein Hagioskop erhalten, ein Mauerdurchbruch, der von außen einen Blick auf den Altar erlaubte.

## Bleiglasfenster

### Renaissance-Fenster
Um 1865 wurden die erhaltenen Scheiben der Renaissancefenster von der Glasmalereiwerkstatt Échappé in Nantes in vier Fenstern des südlichen Seitenschiffs zusammengefasst. Die Scheiben stammen aus dem späten 15. Jahrhundert und dem zweiten Viertel des 16. Jahrhunderts.
- Fenster 8, Verkündigung und Marienkrönung: Das Fenster ist mit der Jahreszahl 1536 datiert. Es wird von einer beeindruckenden Renaissancearchitektur gerahmt. Auf der linken Lanzette kniet Maria, auf der rechten Lanzette schwebt der Erzengel Gabriel, der ihr die Geburt Jesu ankündigt. Unter Gabriel kniet der Stifter des Fensters, Yves Mahyeuc, Dominikaner und Bischof von Rennes, der von seinem Schutzpatron, dem heiligen Ivo, begleitet wird. Das Fenster wurde 1889 von der Glasmalereiwerkstatt von Charles Champigneulle in Paris restauriert.
- Fenster 10, Marienkrönung: Das Fenster wurde aus verschiedenen Fragmenten des 15. bis 17. Jahrhunderts zusammengesetzt. Die Szene der Krönung Marias durch die Heilige Dreifaltigkeit ist umgeben von den Evangelistensymbolen, die allerdings nicht mehr vollständig erhalten sind. Auf der linken mittleren Scheibe ist der Erzengel Michael zu erkennen. Die Köpfe und die Madonna mit Kind sowie die untere rechte Scheibe mit der Darstellung Gottvaters stammen aus anderen Fenstern.
- Fenster 12, Jüngstes Gericht: Im oberen Teil des Fensters wird Jesus als Weltenrichter dargestellt. Darunter sieht man den Erzengel Michael mit der Seelenwaage in der Hand, links von ihm Maria und rechts Johannes der Täufer. An der Säule auf der rechten Säule steht die Jahreszahl 1537, auf der linken Seite ist die Jahreszahl 1915 zu lesen, vermutlich das Datum einer späteren Restaurierung.
- Fenster 14, Wurzel Jesse: Die Fragmente mit der Darstellung der Wurzel Jesse stammen aus dem 16. Jahrhundert. Auf den Feldern darunter sind Stifter dargestellt, links Johann I., Herzog von Alençon, und rechts eine mit einer kunstvollen Haube bekleidete Stifterin. Die drei Personen auf der mittleren Scheibe stellen den Apostel Jakobus den Älteren, den heiligen Georg und möglicherweise den heiligen Ambrosius dar. Auf den unteren Scheiben wird in der Mitte ein kniender Mönch mit einem Spruchband als Stifter dargestellt, hinter ihm der Erzengel Michael, der die Seelenwage hält. In den äußeren Scheiben sieht man Engel, die ebenfalls Spruchbänder in Händen halten.

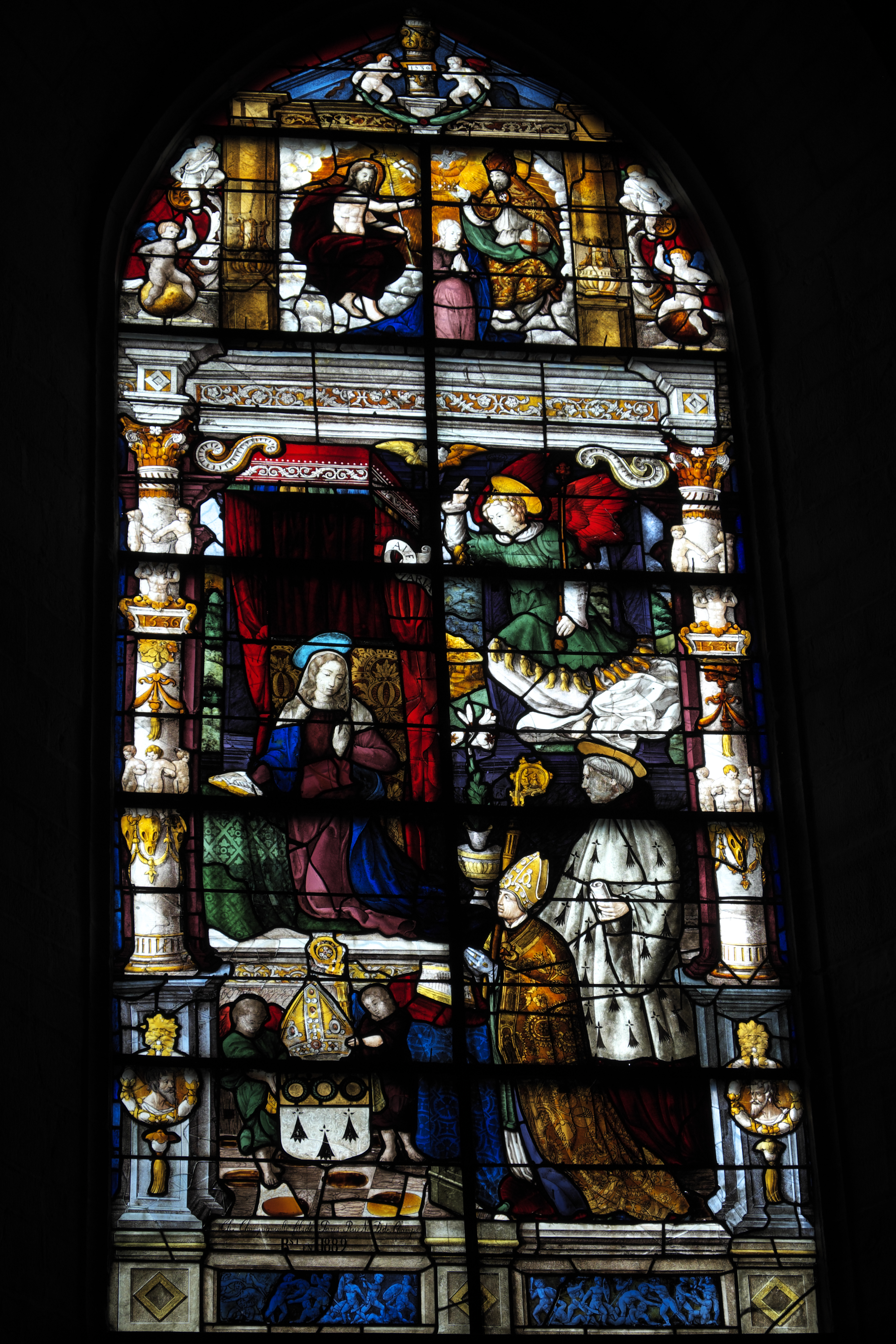
Verkündigung und Marienkrönung
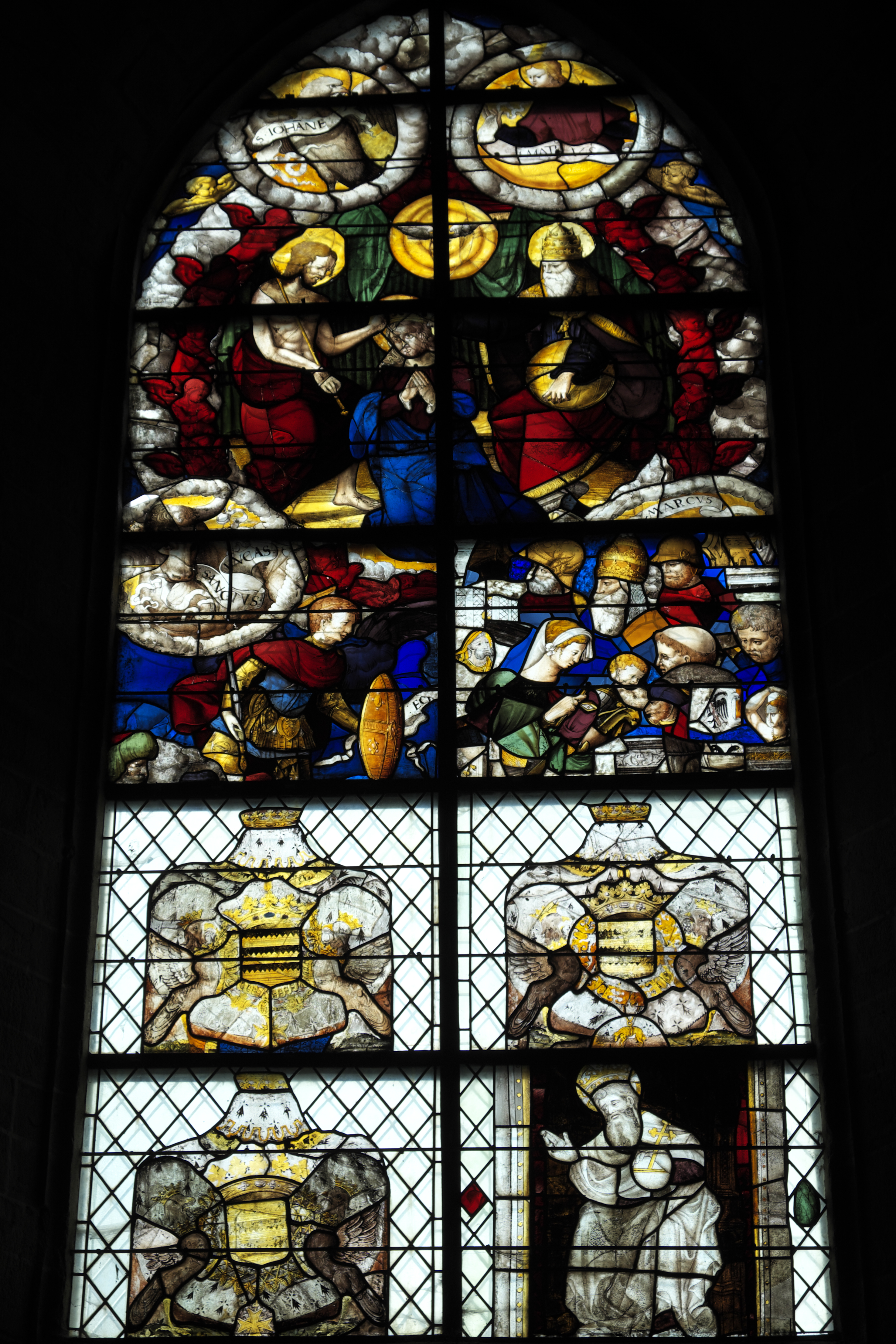
Marienkrönung
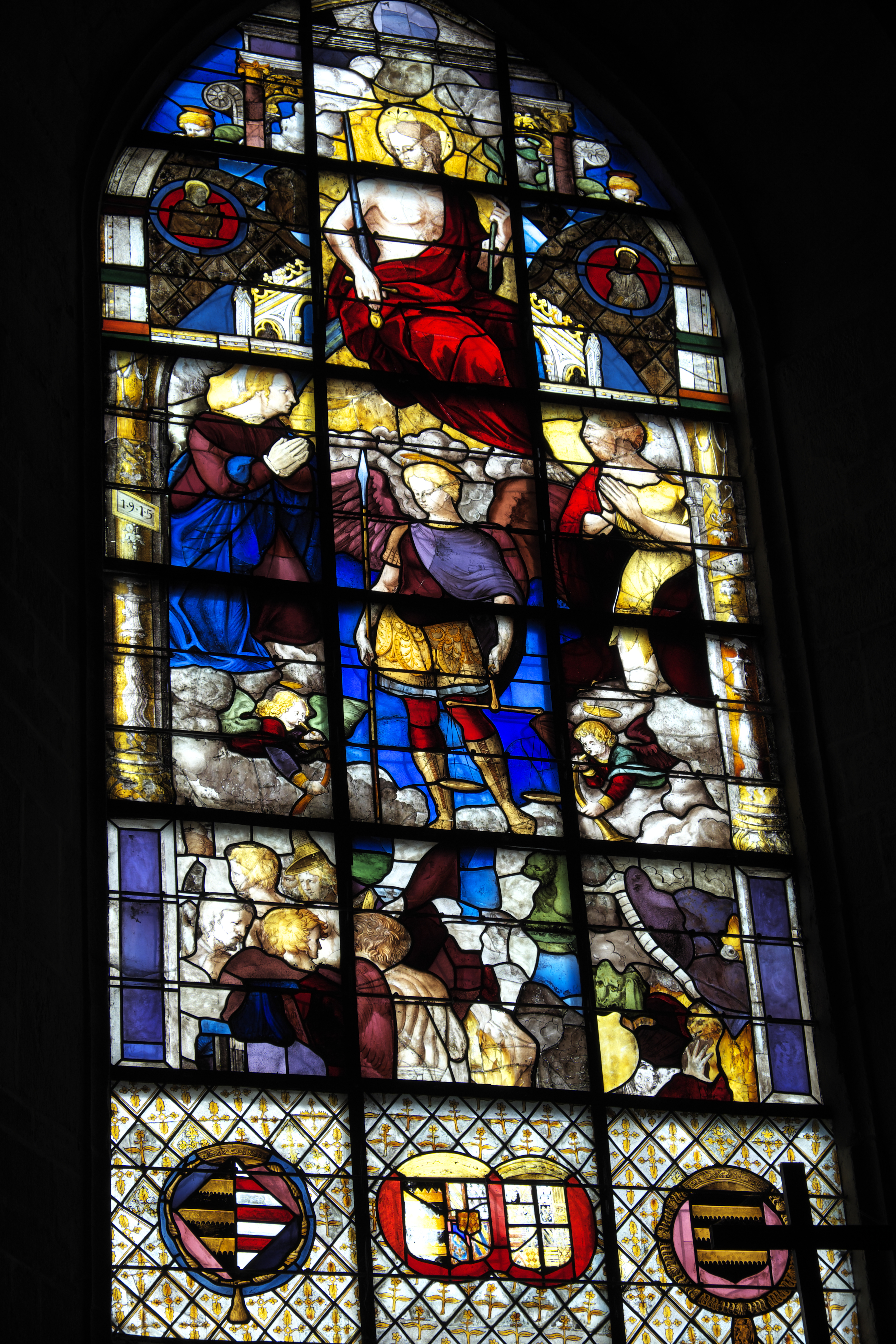
Jüngstes Gericht
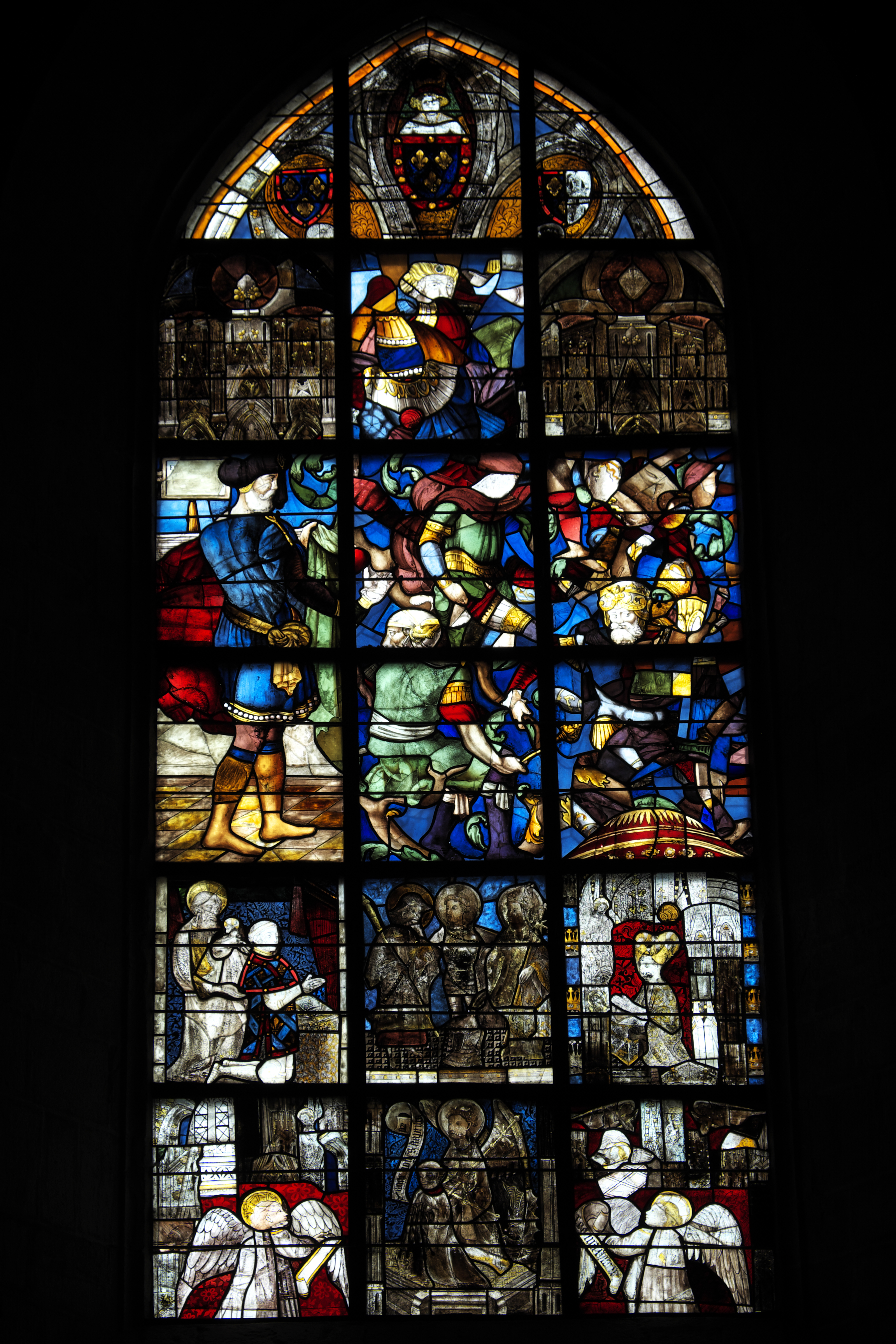
Wurzel Jesse

### Fenster aus dem 19. Jahrhundert
Zwischen 1865 und 1867 entwarf Armand Paris-Réby, der die Nachfolge der Glasmalereiwerkstatt von René Échappé in Nantes übernahm, zahlreiche neue Fenster. Weitere Fenster aus den 1880er und 1890er Jahren stammen aus der Glasmalerei Lecomte et Colin in Rennes.

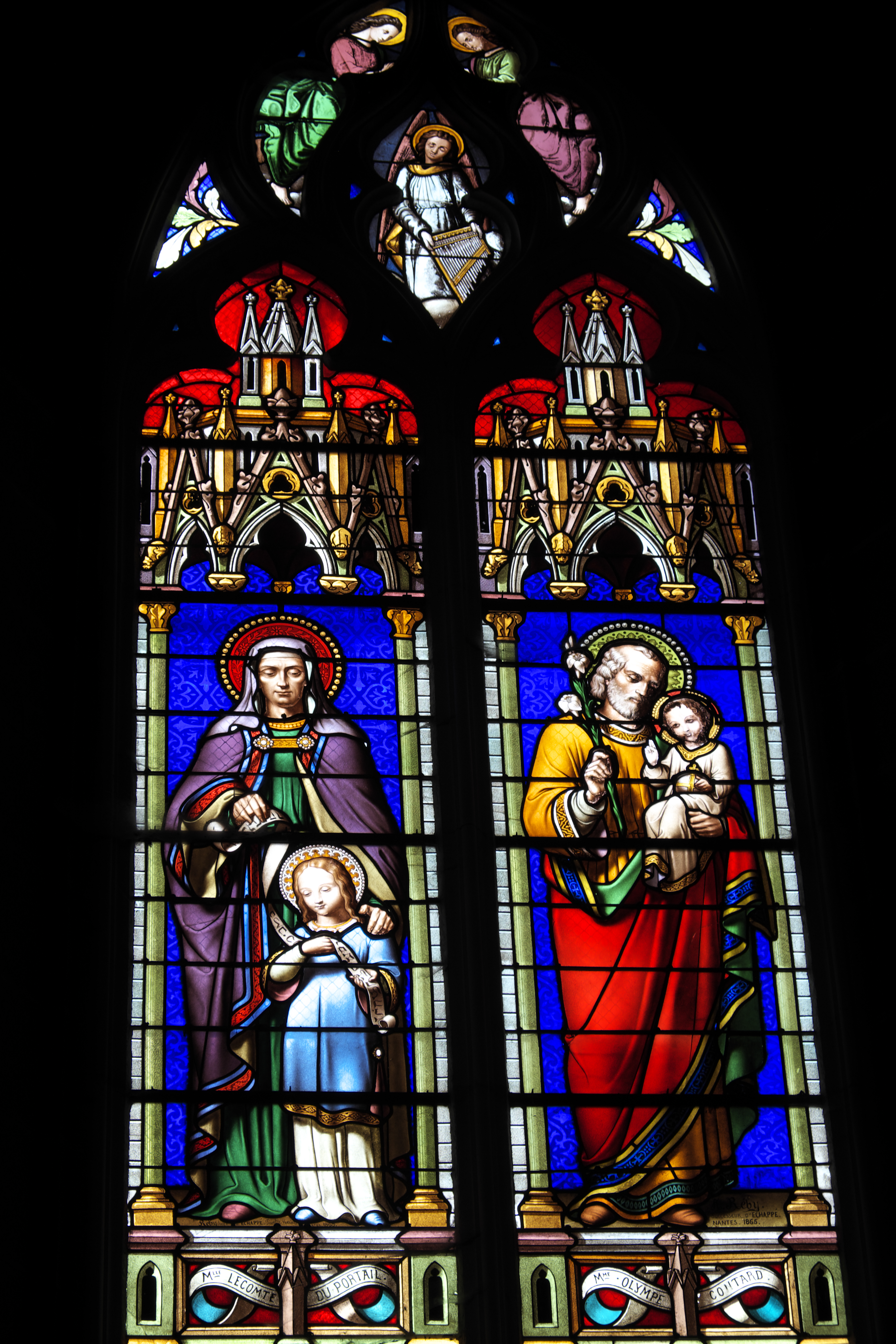
Unterweisung Mariens und heiliger Joseph, Fenster von Armand Paris-Réby von 1865
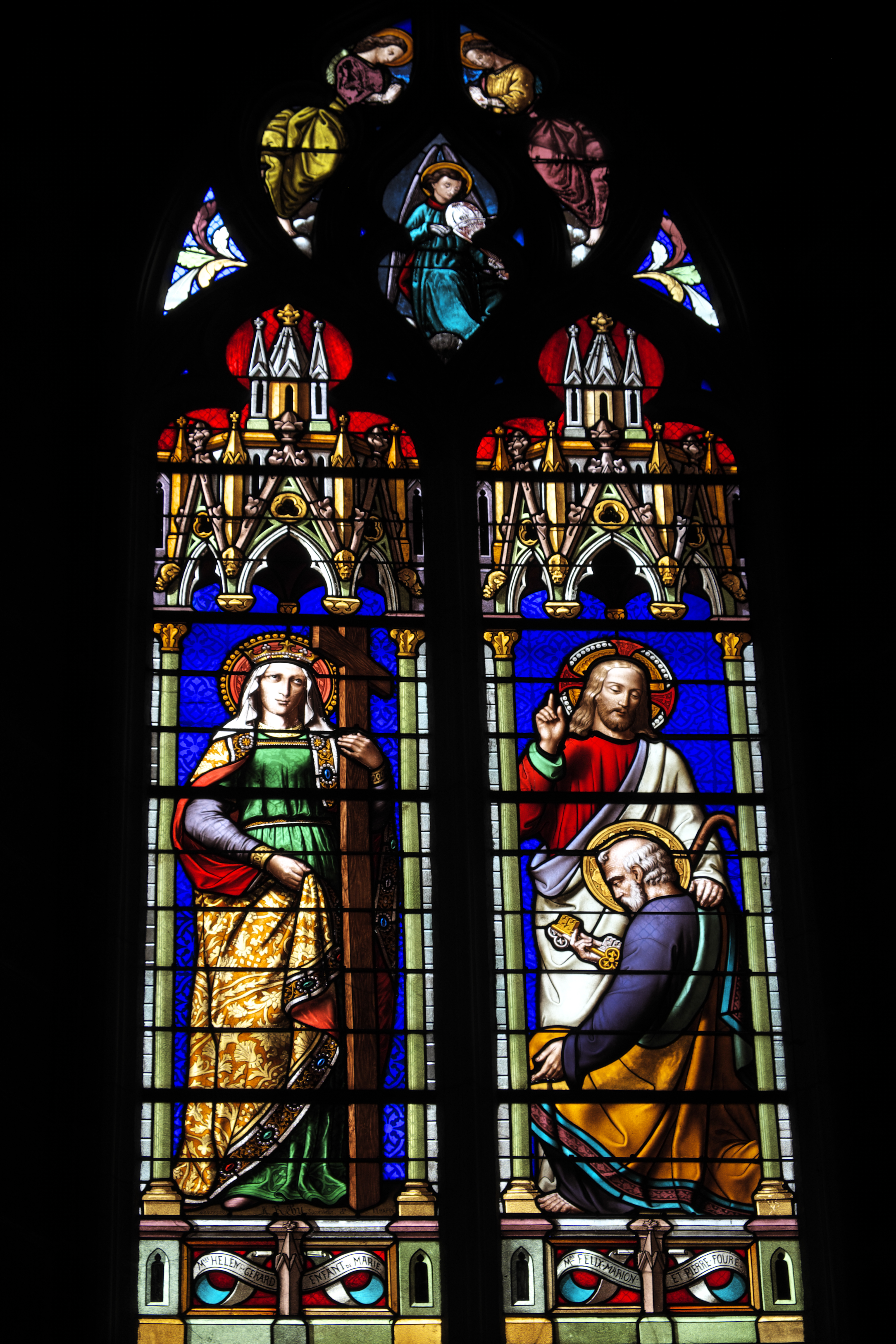
Heilige Helena und Schlüsselübergabe an Petrus, Fenster von Armand Paris-Réby von 1865
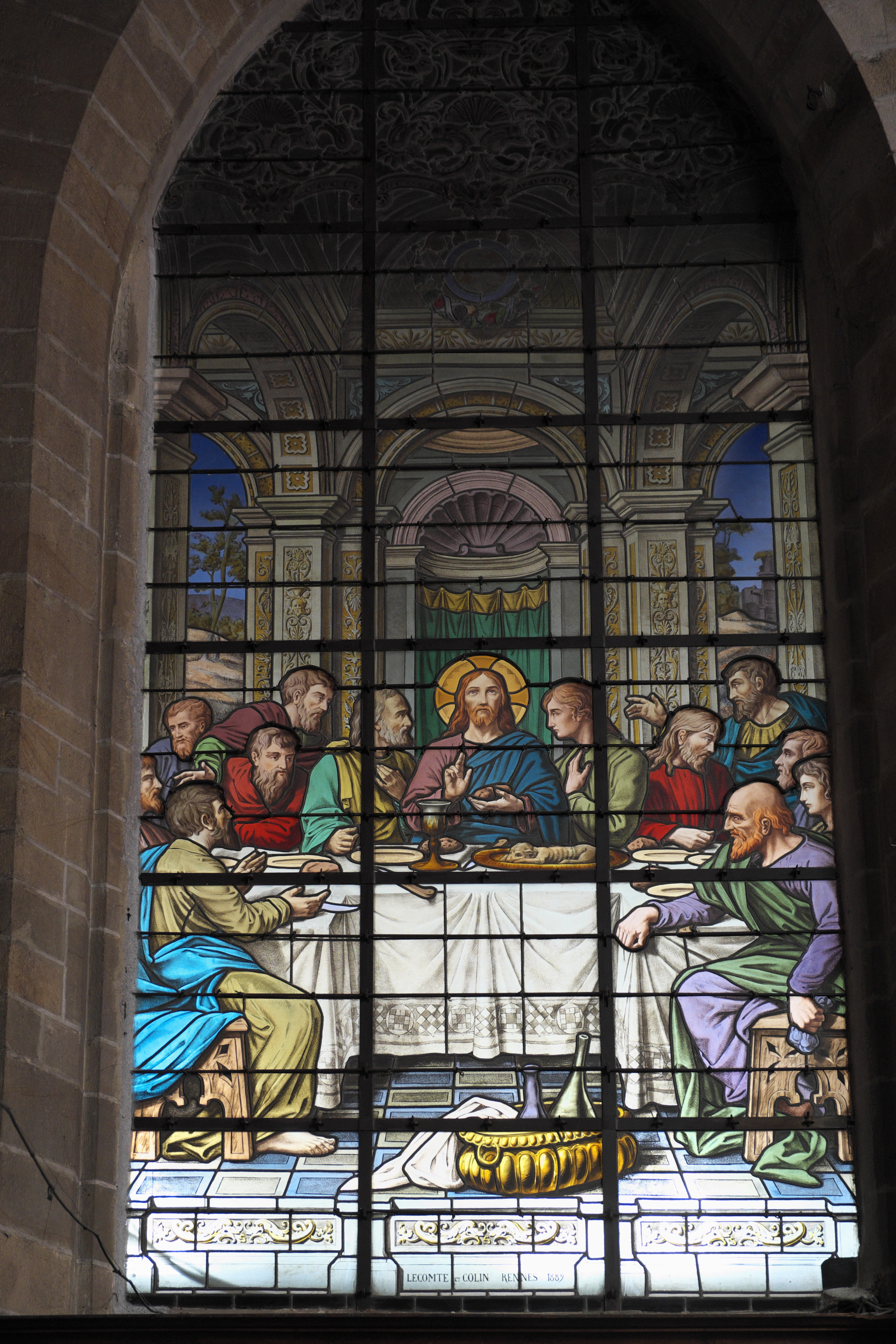
Letztes Abendmahl, Fenster von Lecomte et Colin von 1889
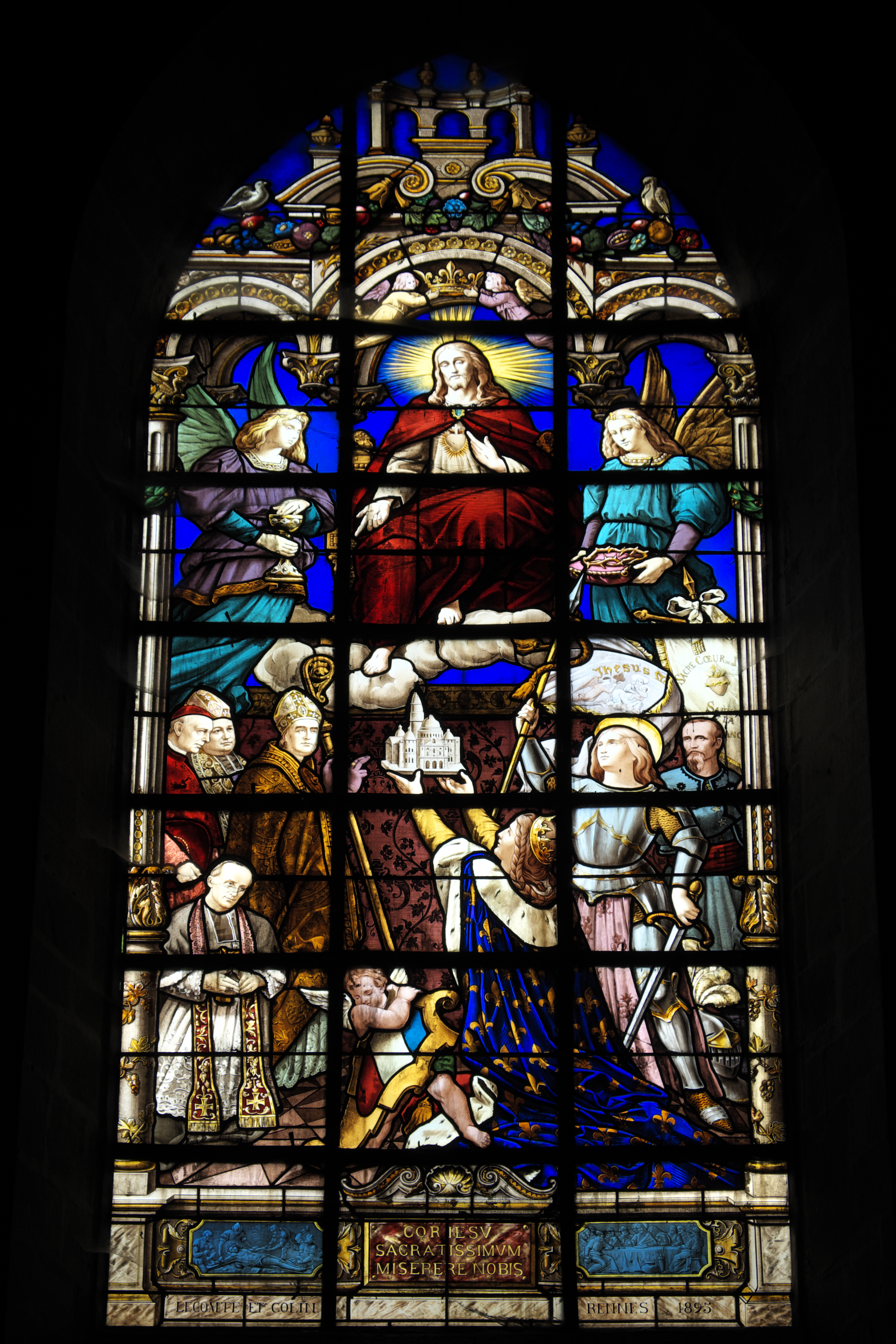
Herz Jesu, Fenster von Lecomte et Colin von 1895

## Chorgestühl
Das Chorgestühl stammt aus der Zeit zwischen 1520 und 1530. Von den ursprünglich zwölf Sitzen auf beiden Seiten sind heute nur noch neun erhalten, von den vier Wangen sind noch zwei vorhanden. Auf einer Wange sind der Evangelist Markus und sein Symbol, der Löwe, dargestellt, darunter eine Frau, die die Dornenkrone in Händen hält. Auf der anderen Wange ist der Evangelist Matthäus dargestellt.
Die Rückwände sind mit feinen Arabesken, Tierdarstellungen, nackten Personen und teilweise mit derben Szenen versehen. Die Miserikordien sind mit Personen und Köpfen skulptiert, auch biblische Szenen wie der Sündenfall oder die Vertreibung aus dem Paradies werden dargestellt. Ein Relief zeigt Josua und Kaleb mit der Kalebstraube.

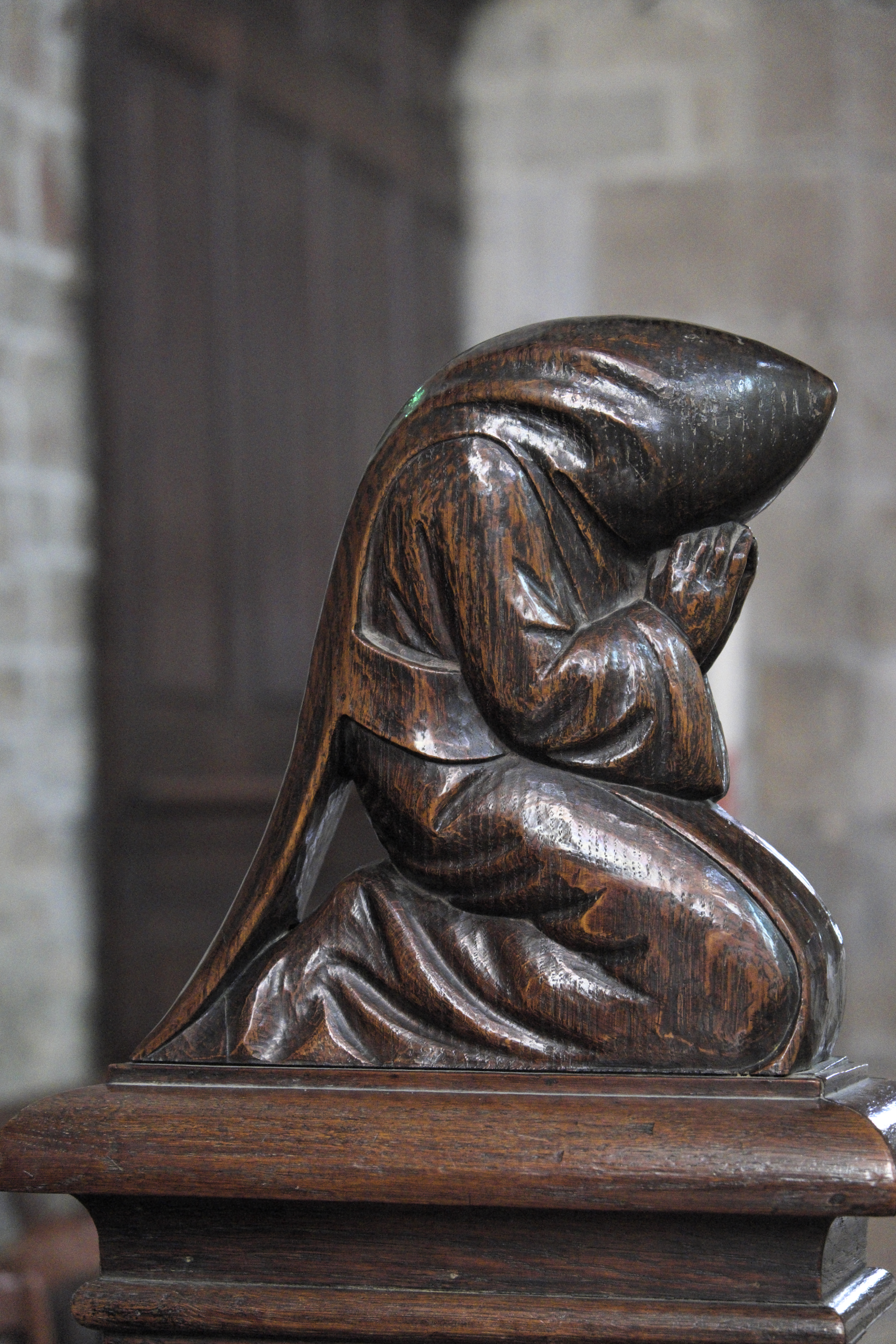
Betender Mönch
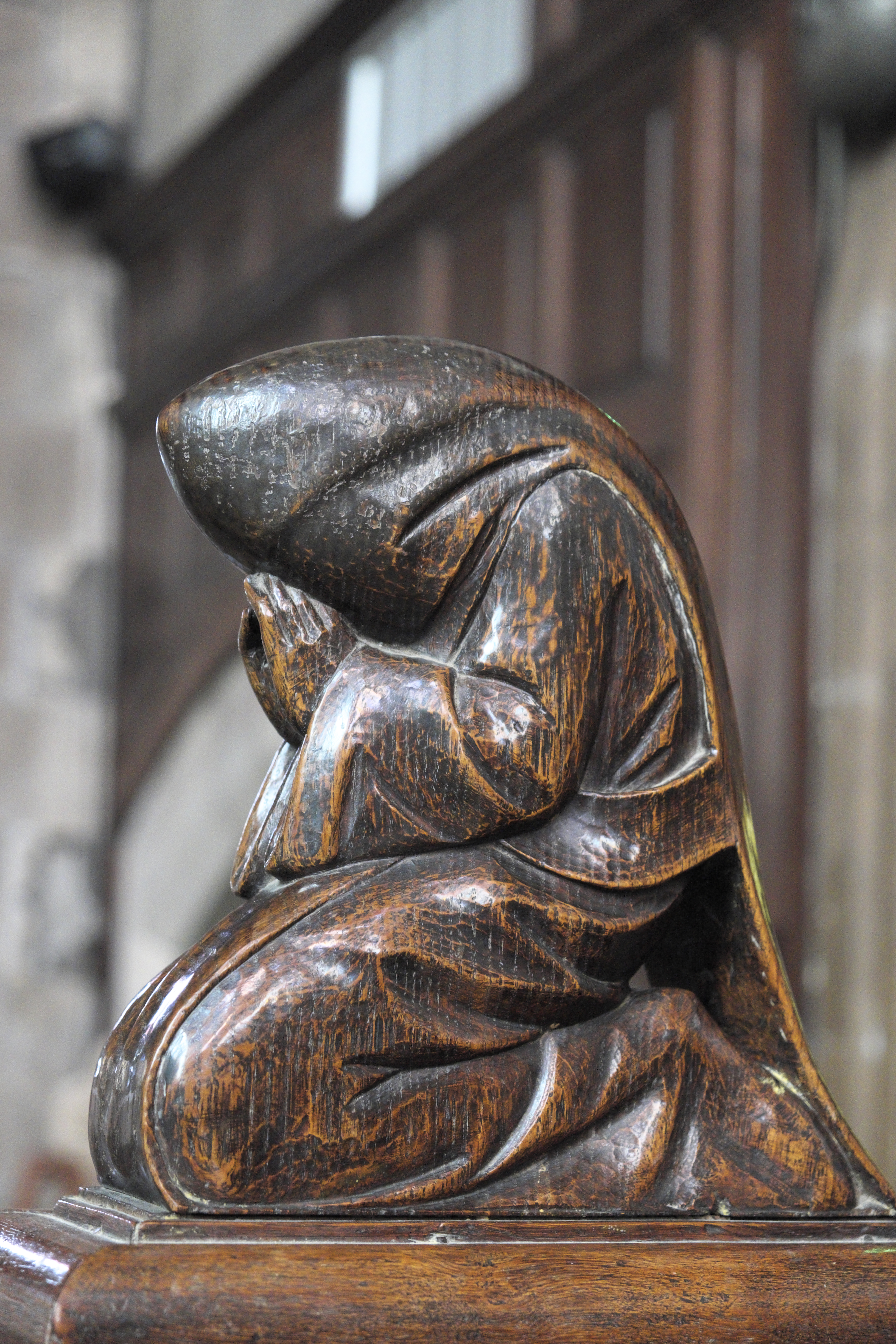
Betender Mönch

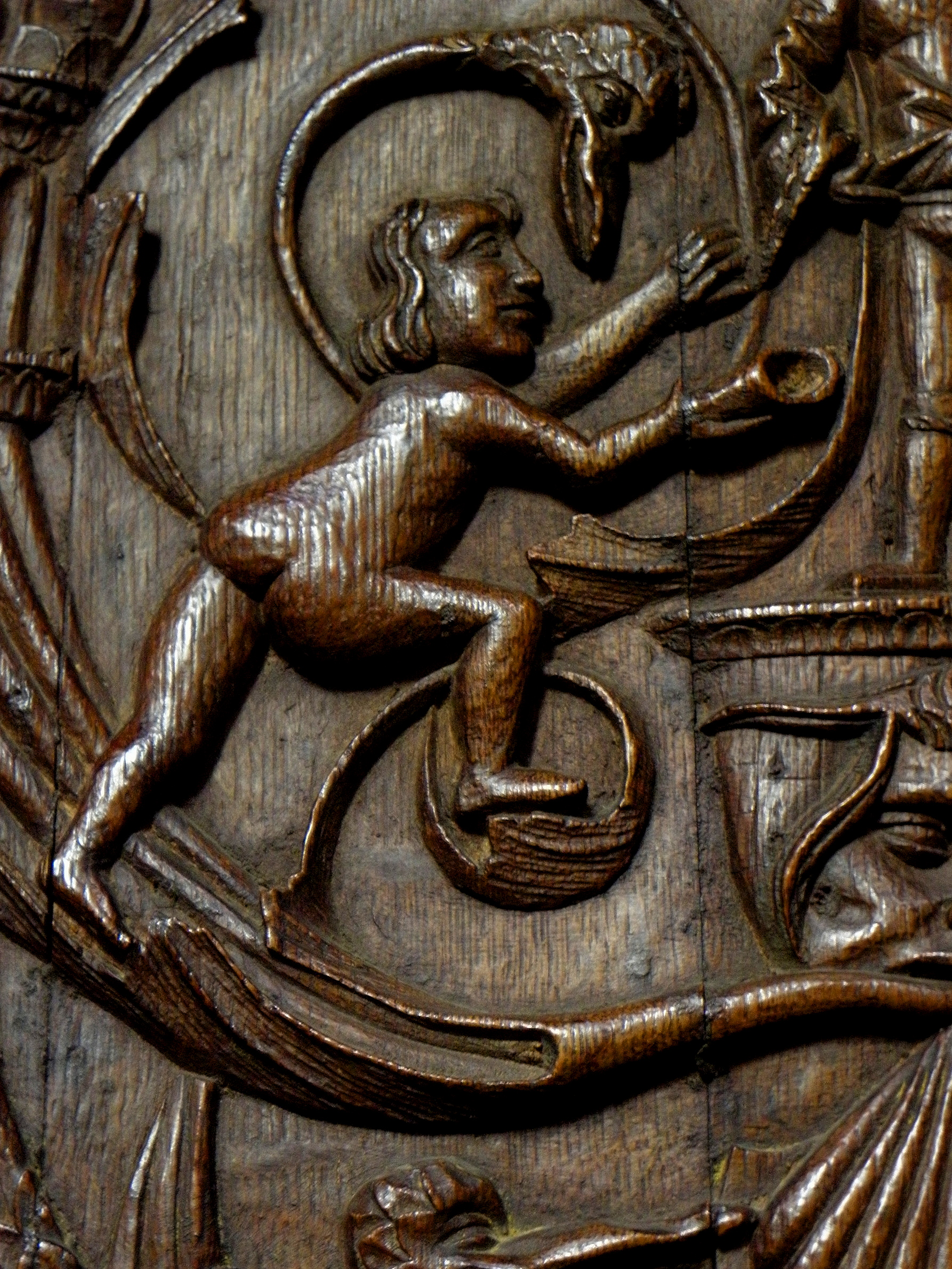
Rückwand
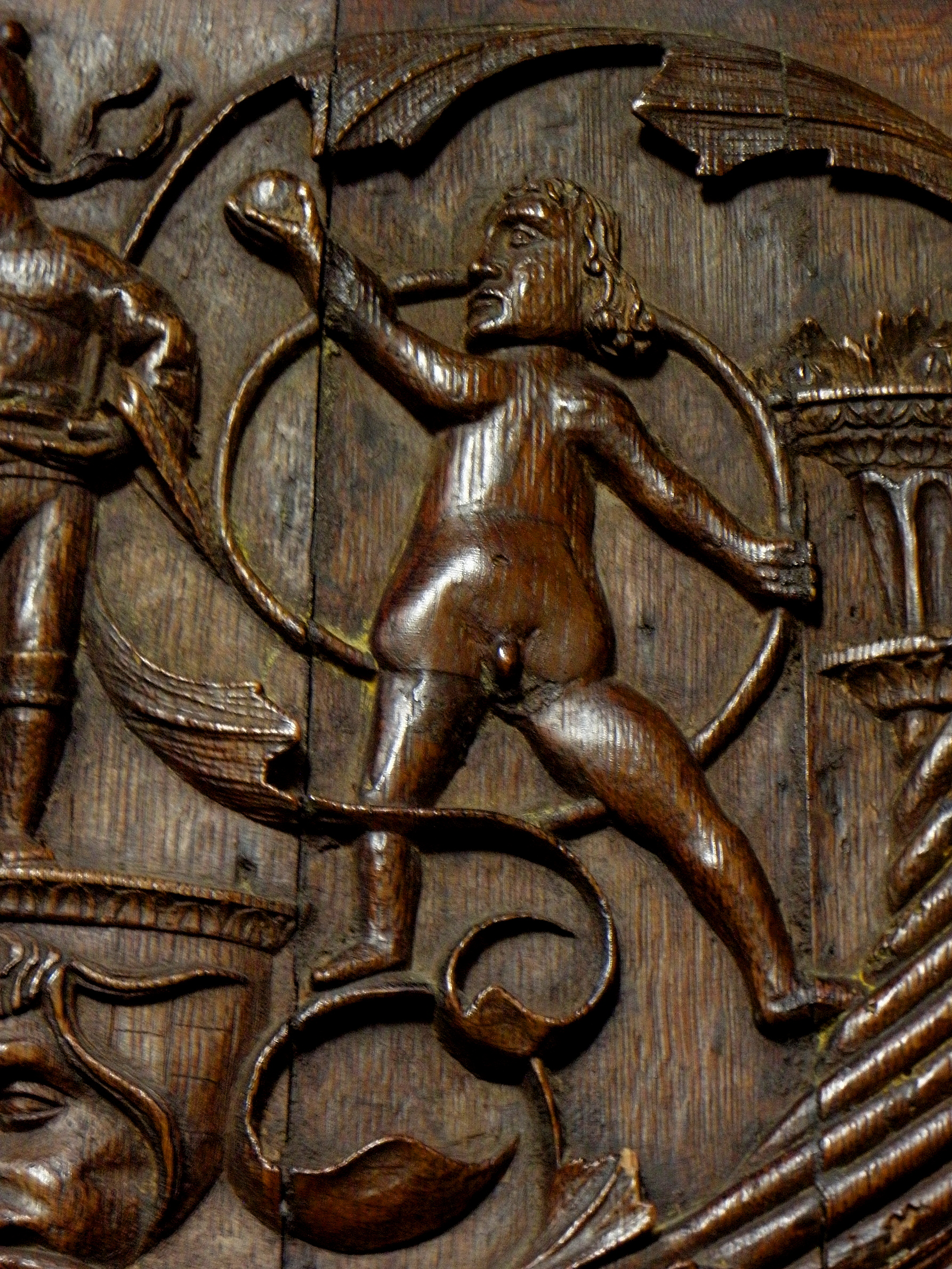
Rückwand
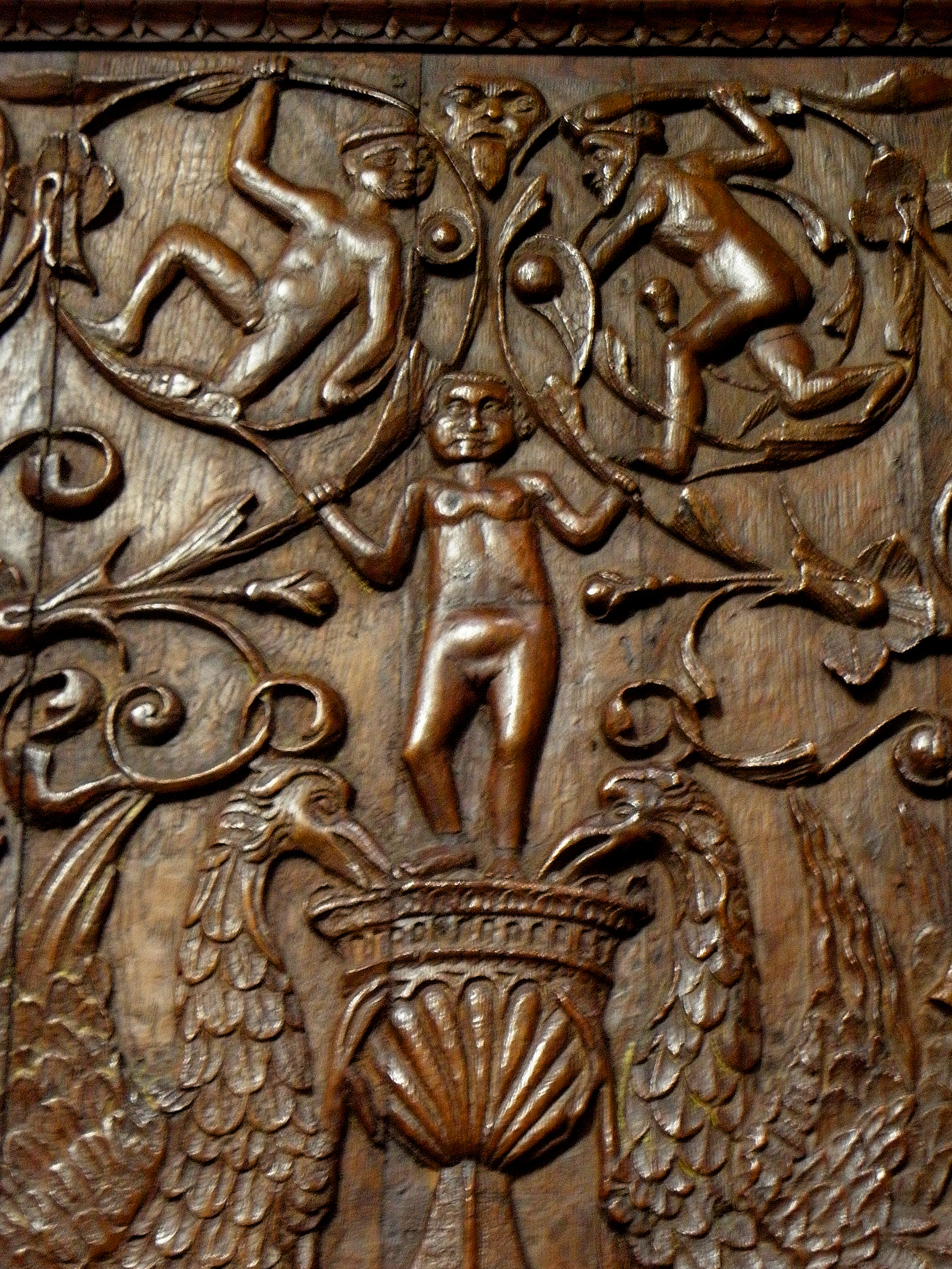
Rückwand
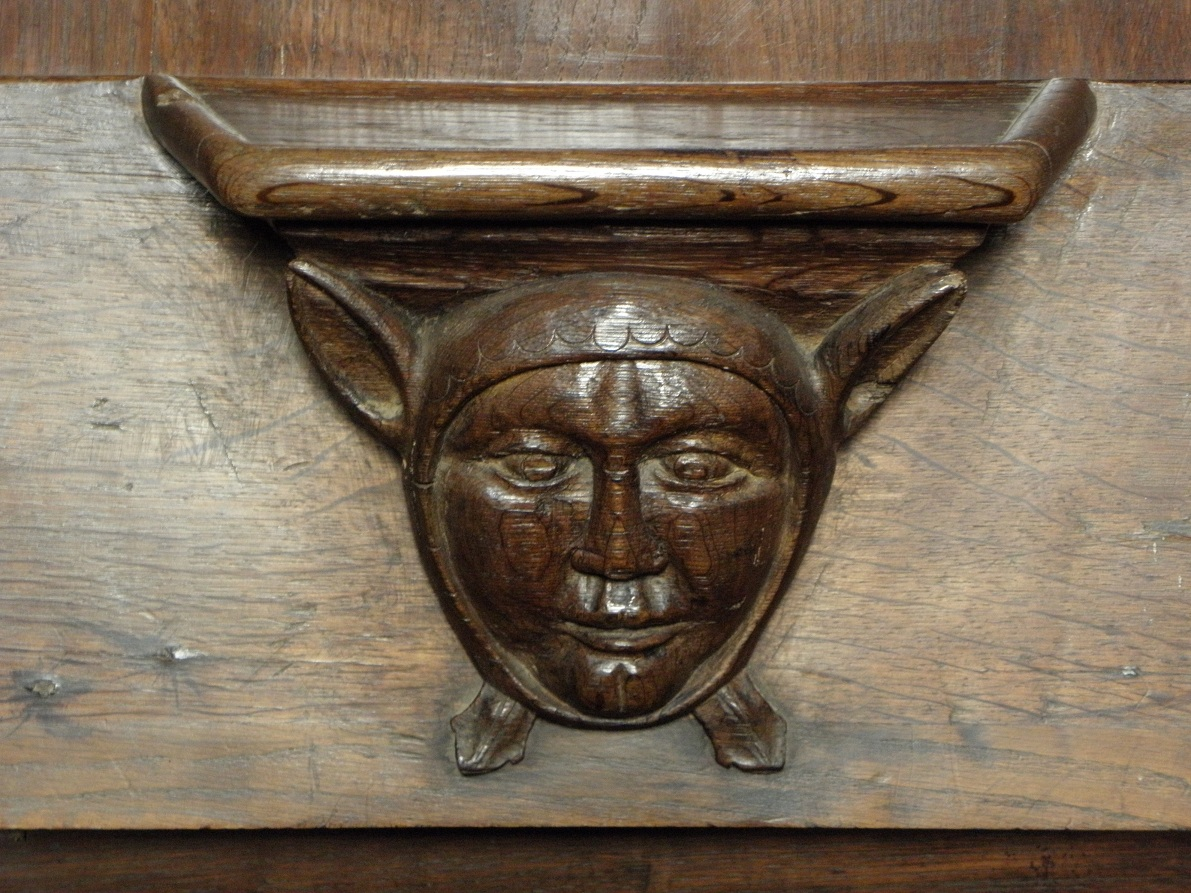
Narrenkopf
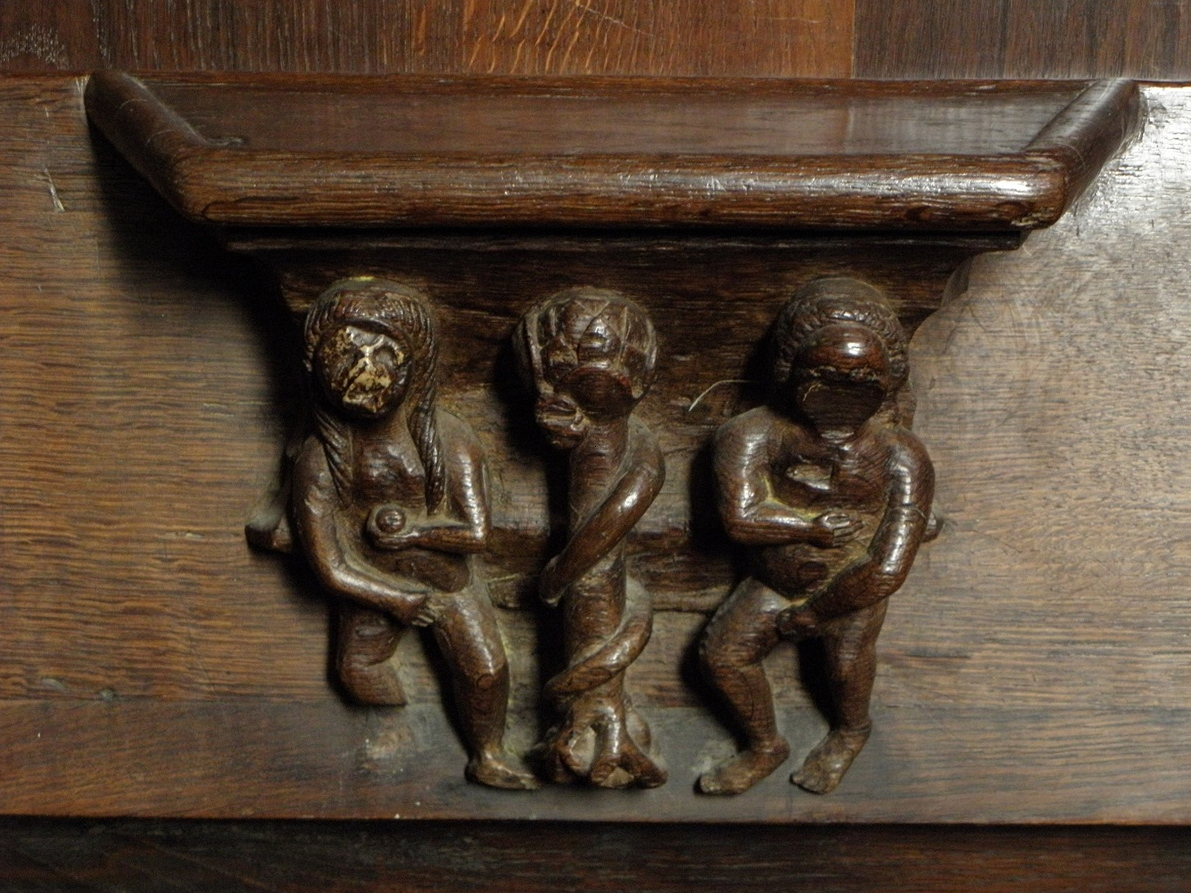
Sündenfall
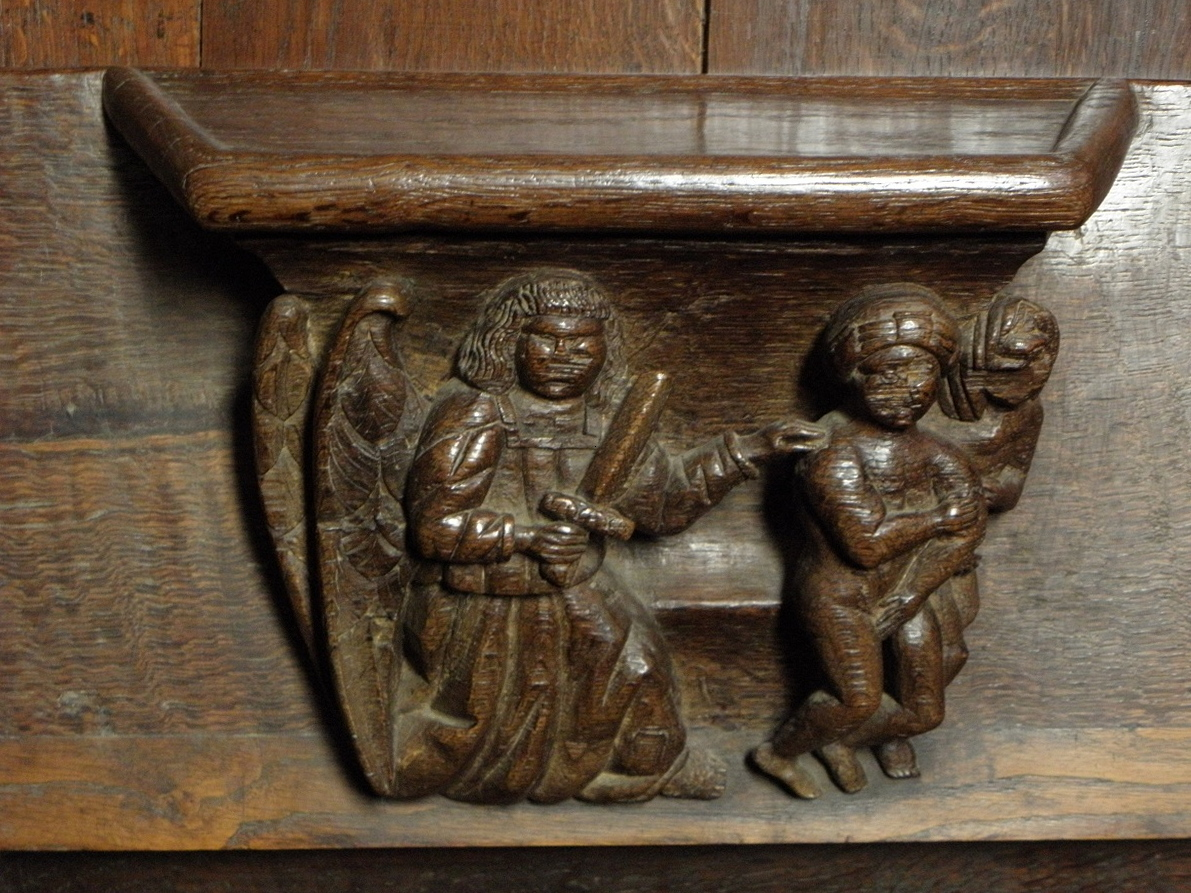
Vertreibung aus dem Paradies
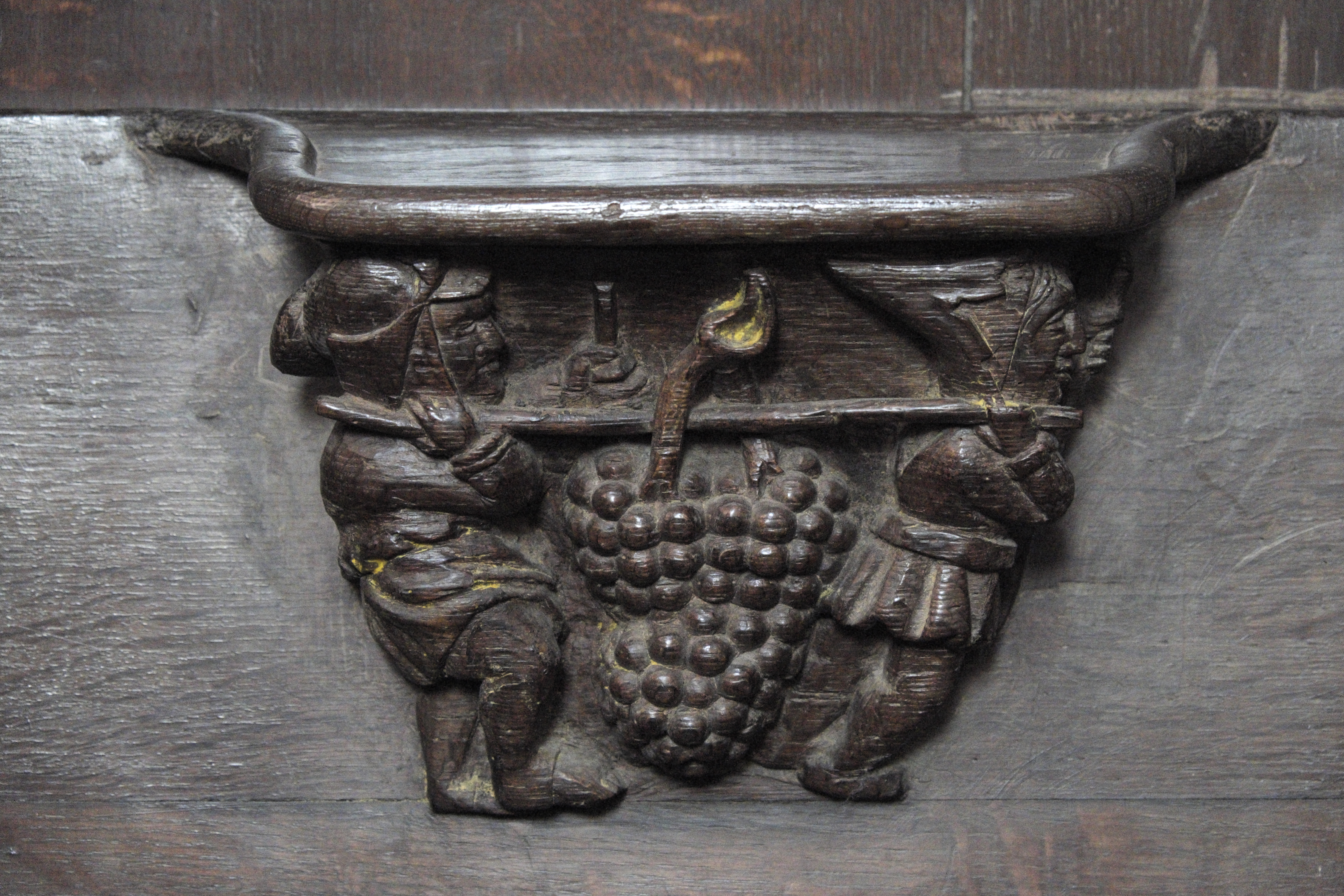
Kalebstraube

## Weitere Ausstattung
- Die Kanzel stammt aus dem 17./18. Jahrhundert.[3]
- In der Kirche wird die Liegefigur des Gründers des Kollegiatstiftes, Wilhelm III. von La Guerche, aufbewahrt.[4]